# Proibidão
Proibidão, que en portugués significa "fuertemente prohibido", es un subgénero del funk carioca surgido en la década de 1990 en las favelas de Río de Janeiro, paralelo al aumento del tráfico de drogas en la ciudad. Los líderes de las organizaciones criminales pagaban a DJs y organizaban bailes funk en las favelas que ellos dominaban para imponer respeto y amor por su organización, a la vez que incitaban a odiar a las organizaciones criminales enemigas. La música resultante se denomina un proibidão.
En Brasil, la apología del crimen es ilegal, lo que imposibilita que los proibidão sean emitidos por la radio o la televisión. De ahí su nombre.
Se caracteriza por sus letras explícitas, que hacen apología del tráfico de drogas, la violencia y el odio a la policía, así como de la organización criminal a la que el MC está vinculado. En caso de que un MC hablase mal de su organización criminal aliada o hiciese un show fuera del territorio dominado, este corría el riesgo de morir o ser agredido. Cada organización tiene su propio baile funk, lo que deriva en un sonido único que permite distinguir a cada MC y, por ende, a cada organización criminal.  Algunos MCs comerciales, como MC Colibrí, empezaron cantando proibidão antes de saltar a la fama.
Una de las mayores organizaciones criminales de Brasil, el Comando Vermelho, ofrecía a los jóvenes sexo con prostitutas y entretenimiento en sus bailes, con el objetivo de ofrecer una visión positiva del tráfico de drogas y de su organización a los jóvenes de la ciudad de Río de Janeiro. Esta facción cuenta con varios proibidão, simbolizados con las iniciales de la organización "C.V.", promoviendo así su organización y el crimen organizado.
Otras grandes organizaciones criminales, como el Primeiro Comando da Capital (PCC) de São Paulo o los Amigos dos Amigos también cuentan con sus propios proibidão.